# Станижа (Хунедоара)
Станижа (рум. Stănija) насеље је у Румунији у округу Хунедоара у општини Бучеш. Oпштина се налази на надморској висини од 472 m.

## Становништво
Према подацима из 2002. године у насељу је живело 483 становника, од којих су сви румунске националности.